# 마리노 초르치

마리노 초리의 문장.

마리노 초르치(Marino Zorzi, 1231년 경 – 1312년 7월 3일)는 1311년 8월 23일부터 사망할때까지의 제50대 베네치아 공화국의 도제이다. 그는 아녜타 퀘리니(Agneta Querini)와 혼인했다. 독실자로 여겨지던 그는 교황청 대사로 근무했었다. 그는 바야몬테 티에폴로의 반란 시도와 더불어 페라라 점령(1308–09)으로 인한 베네치아에 분노하던 교황청과의 긴장등으로 베네치아의 불안을 감소시키기 위해 도제에 선출되었을 것이다.
초르치는 도제로서 첫 번째 후보는 아니였으며; 스테파노 주스티아니(Stefano Giustiniani)가 첫 번째로 택해졌지만 그가 거절했다. 나이가 많았던 초르치는 교황청과의 관계를 개선하는데는 실패했고 그의 짧은 재임 기간은 몇몇 천재지변으로 특징지어졌다. 그의 재임 기간이 11달 남은 상태에서 초르치는 살아생전 성인으로 고려되기도 했고, 1312년에 사망했다. 그의 의복은 성물로 여겨졌다.
그의 도제 부인 아녜세는 루카의 비단 장인들을 견습생을 훈련시키도록 하고 Venetian Fragilia의 작업소에서 실크 팹리스의 생산을 감독하도록 개입 한 것으로 알려져 있다